# Kenny Cunningham (kostarykański piłkarz)
Kenny Martin Cunningham Brown (ur. 7 czerwca 1985 w San José) – kostarykański piłkarz grający na pozycji pomocnika. Od 2016 jest zawodnikiem klubu Santos de Guápiles.

## Kariera klubowa
Swoją karierę piłkarską Cunningham rozpoczął w klubie Municipal Pérez Zeledón. W 2005 roku awansował do kadry pierwszej drużyny i w sezonie 2005/2006 zadebiutował w nim w kostarykańskiej Primera División. W sezonie 2006/2007 grał w AD Carmelita, a w sezonie 2007/2008 był zawodnikiem LD Alajuelense. Z kolei w sezonie 2008/2009 występował w CS Herediano. W 2009 roku przeszedł do AD San Carlos, w którym występował do 2012 roku.
W 2012 roku Cunningham przeszedł do japońskiego Gainare Tottori. Grał w nim w drugiej lidze japońskiej. W 2013 roku przeszedł do boliwijskiego The Strongest. Swój debiut w The Strongest zaliczył 17 lutego 2013 w wygranym 3:1 domowym meczu z Club Blooming.
| Sezon   | Klub                    | Kraj      | Rozgrywki            | Mecze | Bramki |
| ------- | ----------------------- | --------- | -------------------- | ----- | ------ |
| 2005/06 | Municipal Pérez Zeledón | Kostaryka | Primera División     | 18    | 1      |
| 2006/07 | AD Carmelita            | Kostaryka | Primera División     | 25    | 7      |
| 2007/08 | LD Alajuelense          | Kostaryka | Primera División     | 14    | 2      |
| 2008/09 | CS Herediano            | Kostaryka | Primera División     | 19    | 6      |
| 2009/10 | AD San Carlos           | Kostaryka | Primera División     | 29    | 3      |
| 2010/11 | AD San Carlos           | Kostaryka | Primera División     | 19    | 6      |
| 2011/12 | AD San Carlos           | Kostaryka | Primera División     | 19    | 7      |
| 2012    | Gainare Tottori         | Japonia   | J. League Division 2 | 9     | 1      |
| 2012/13 | Club The Strongest      | Boliwia   | Primera División     | 12    | 1      |

## Kariera reprezentacyjna
W reprezentacji Kostaryki Cunningham zadebiutował 11 grudnia 2011 roku w zremisowanym 1:1 towarzyskim meczu z Kubą, rozegranym w Hawanie. W 2013 roku dostał powołanie do kadry na Złoty Puchar CONCACAF 2013.